# Talita Te Flan
Talita Marie Te Flan (sinh ngày 2 tháng 6 năm 1995) là một vận động viên bơi lội sinh ra ở Ý, thi đấu quốc tế cho Bờ biển Ngà. Cô đã tham gia cuộc thi tự do 800 mét nữ tại Thế vận hội mùa hè 2016.

## Sự nghiệp
Te Flan được sinh ra từ một người mẹ Ý và một người cha Ivorian  vào năm 1995. Cô đã tham gia các cuộc thi bơi lội ở Ý, đến cấp quốc gia. Đại diện cho Bờ Biển Ngà, cô tham gia cuộc thi tự do 800 mét nữ tại Giải vô địch thể thao dưới nước thế giới 2015 ở Kazan, Nga. Cô đã hoàn thành 39 trong số 44 đối thủ cạnh tranh trong nóng.
Vào tháng 5 năm 2016, Te Flan đã tham gia Giải vô địch bơi lội châu Phi 2016 tại Dakar, Sénégal. Cô kết thúc cuộc gặp gỡ với tư cách là vận động viên huy chương nhất.     

Te Flan đã ra mắt Olympic tại Thế vận hội Mùa hè 2016, nơi cô thi đấu trong sự kiện 800 mét nữ. Cô đã hoàn thành cuối cùng của hai mươi bảy người mới bắt đầu, nhưng thời gian 9: 07,21 của cô đã thiết lập một kỷ lục quốc gia mới.
Tính đến tháng 8 năm 2016, Te Flan là người giữ kỷ lục quốc gia trong các sự kiện tự do 200m, 400m, 800m và 1500m.